# Апаринское сельское поселение
Апаринское сельское поселение — муниципальное образование в Усть-Донецком районе Ростовской области. 
Административный центр поселения — хутор Апаринский.

## Административное устройство
В состав Апаринского сельского поселения входят:
- хутор Апаринский;
- хутор Бронницкий.

## Население
| 2010  | 2012  | 2013  | 2014  | 2015  | 2016  | 2017  |
| ----- | ----- | ----- | ----- | ----- | ----- | ----- |
| 3438  | ↘3398 | ↘3368 | ↘3289 | ↘3286 | ↗3287 | ↗3302 |
| 2018  | 2019  | 2020  | 2021  | 2022  |       |       |
| ↘3299 | ↗3310 | ↗3313 | ↗3900 | ↘3247 |       |       |